# Tanagura Challenger
Il Tanagura Challenger è stato un torneo professionistico di tennis giocato su campi in cemento. Faceva parte dell'ATP Challenger Series. L'unica edizione si è disputata a Tanagura in Giappone.

## Albo d'oro

### Singolare
| Anno | Campione           | Finalista    | Punteggio     |
| ---- | ------------------ | ------------ | ------------- |
| 1996 | Patrik Fredriksson | Albert Chang | 6–1, 5–7, 6–4 |

### Doppio
| Anno | Campioni                  | Finalisti               | Punteggio |
| ---- | ------------------------- | ----------------------- | --------- |
| 1996 | Brian MacPhie Roger Smith | Maks Mirny Jaime Oncins | 6–4, 6–4  |